# Burg Nijō
Die Ehemalige Kaiservilla Burg Nijō (japanisch 元離宮二条城, Nijō-jō) ist eine japanische Burganlage und ehemaliger Sitz des Shōguns in Kyōto, der ehemaligen Hauptstadt Japans. Die Burg erhielt den Namen, weil sie an den „Zweiten Ostwest-Boulevard“ (Nijō ōji) angrenzte.

## Geschichte
Die Anlage wurde 1601 von Shōgun Tokugawa Ieyasu angelegt. Sie diente als Residenz der Shogune während ihres Aufenthaltes in der Kaiserstadt und wurde entsprechend groß befestigt. Sie wurde jedoch kaum benutzt, da der eigentliche Amtssitz der Shogune in Edo lag, und war damit vor allem ein Machtsymbol des Shōguns in der Kaiserstadt. Um einen rechteckigen, von Wasser umgebenen Kernbereich (Honmaru) wurde ein zweites Rechteck angelegt, das Ninomaru mit seiner großen Residenz. Teile der Residenz  brannten 1788 und 1791 nieder, 1860 richtete ein Erdbeben große Schäden an, die – was das Ninomaru betrifft － aber repariert wurden.
In dem zickzackförmig angelegten Gebäudekomplex folgen die Teilgebäude Tōsaburai, Shikida, Ōhiroma, Kuro-Shoin aufeinander, dem sich noch das Shiro-Shoin anschließt. Die ersten vier Gebäudeteile sind von einem Wandelgang eingefasst, von dem ein Stück beim Betreten quietscht. Das ist der berühmte „Nachtigallen-Flur“, der der Legende nach so angelegt wurde, damit niemand ungehört sich dort bewegen kann. Bemerkenswert ist die prächtige Ausstattung der Räume, wobei viel Gold verwandt wurde. Die Ausmalung stammt zum Teil von Kanō Tan’yū.
Nach der Meiji-Restauration fiel die Burg an den Kaiser und schließlich an die Stadt Kyoto. Die Ninomaru Residenz  ist die einzige aller Fürsten-Residenzen der Edo-Zeit, die erhalten ist. Sie wird (in Teilen) als Nationalschatz geführt, die Gesamtanlage ist seit 1994 zusammen mit anderen Stätten UNESCO-Weltkulturerbe Historisches Kyōto (Kyōto, Uji und Ōtsu).

Erhaltene Teile der Burg Nijō
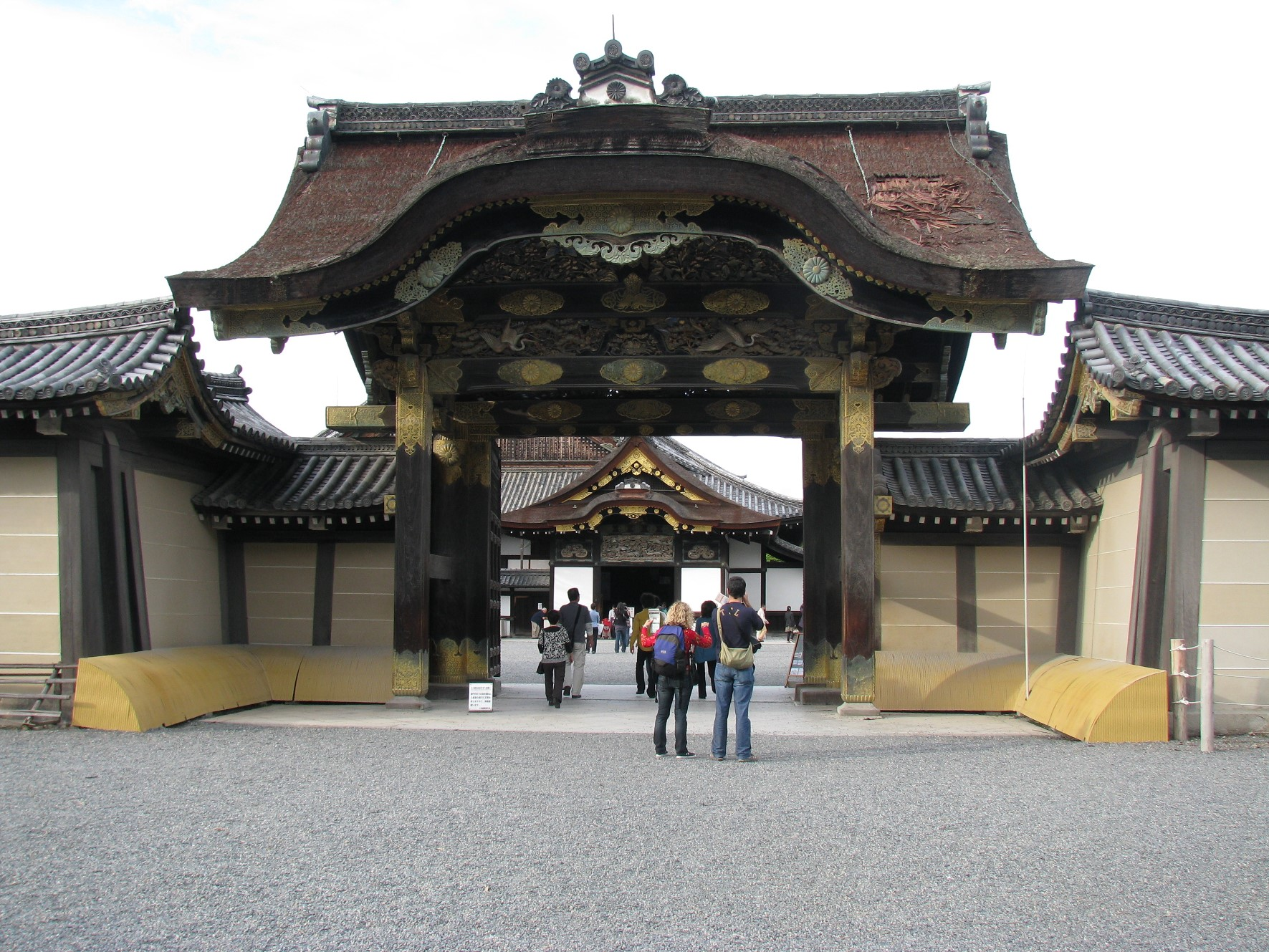
Tor zur Anlage (Im Plan links: 3)
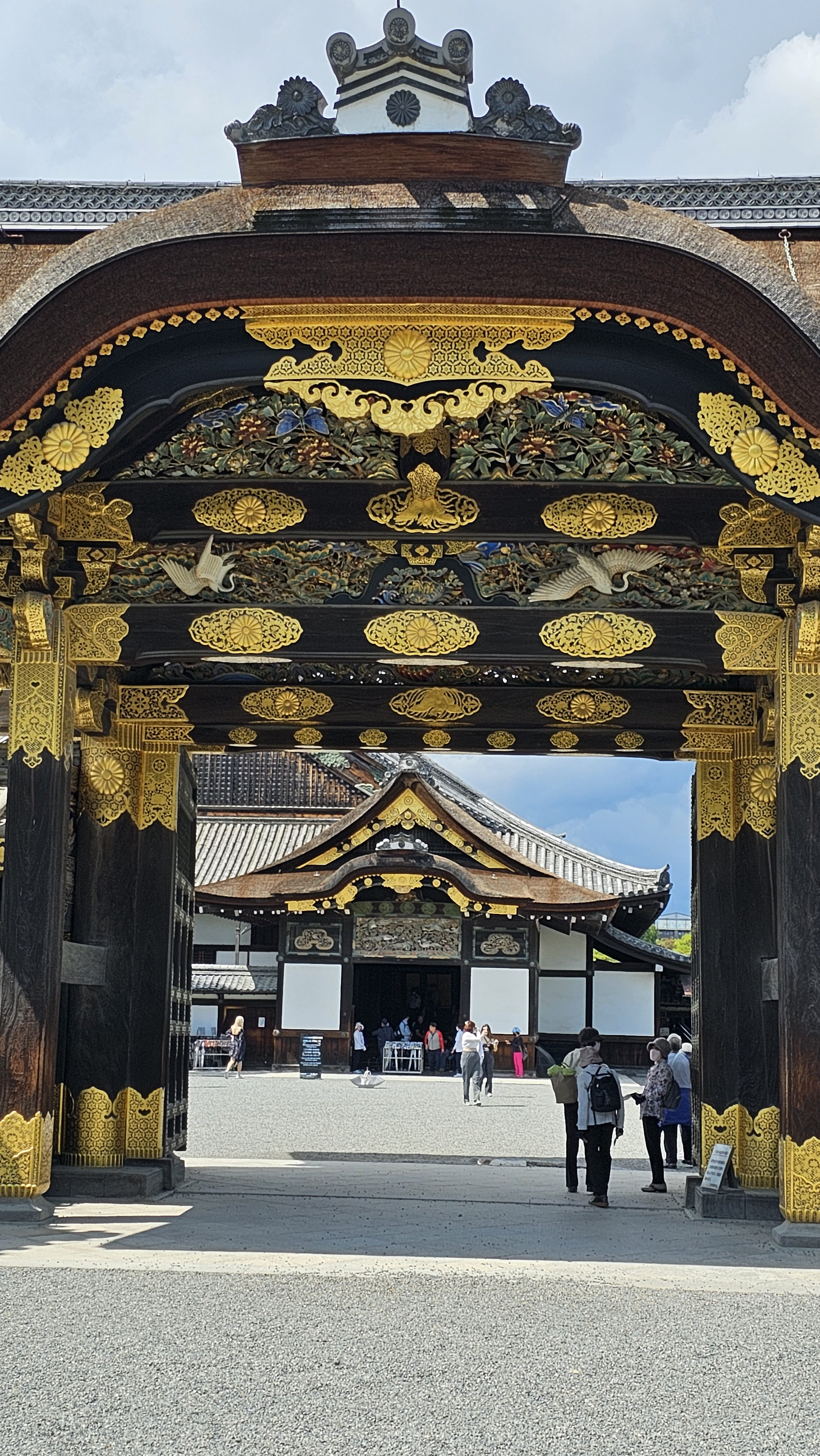
Kara-mon, (Detail)
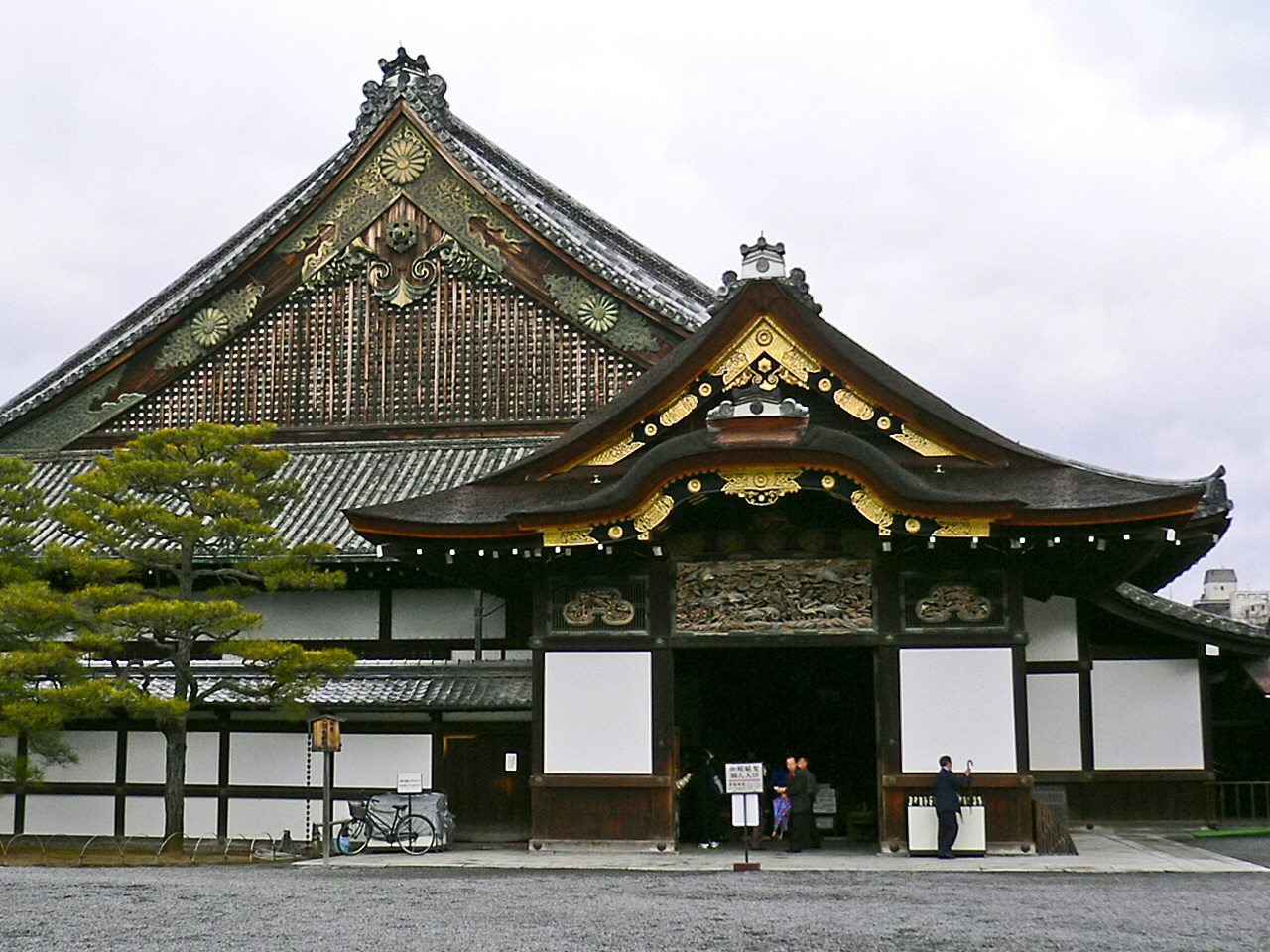
Das Kuruma-yose (Eingang) dahinter das Tōsaburai
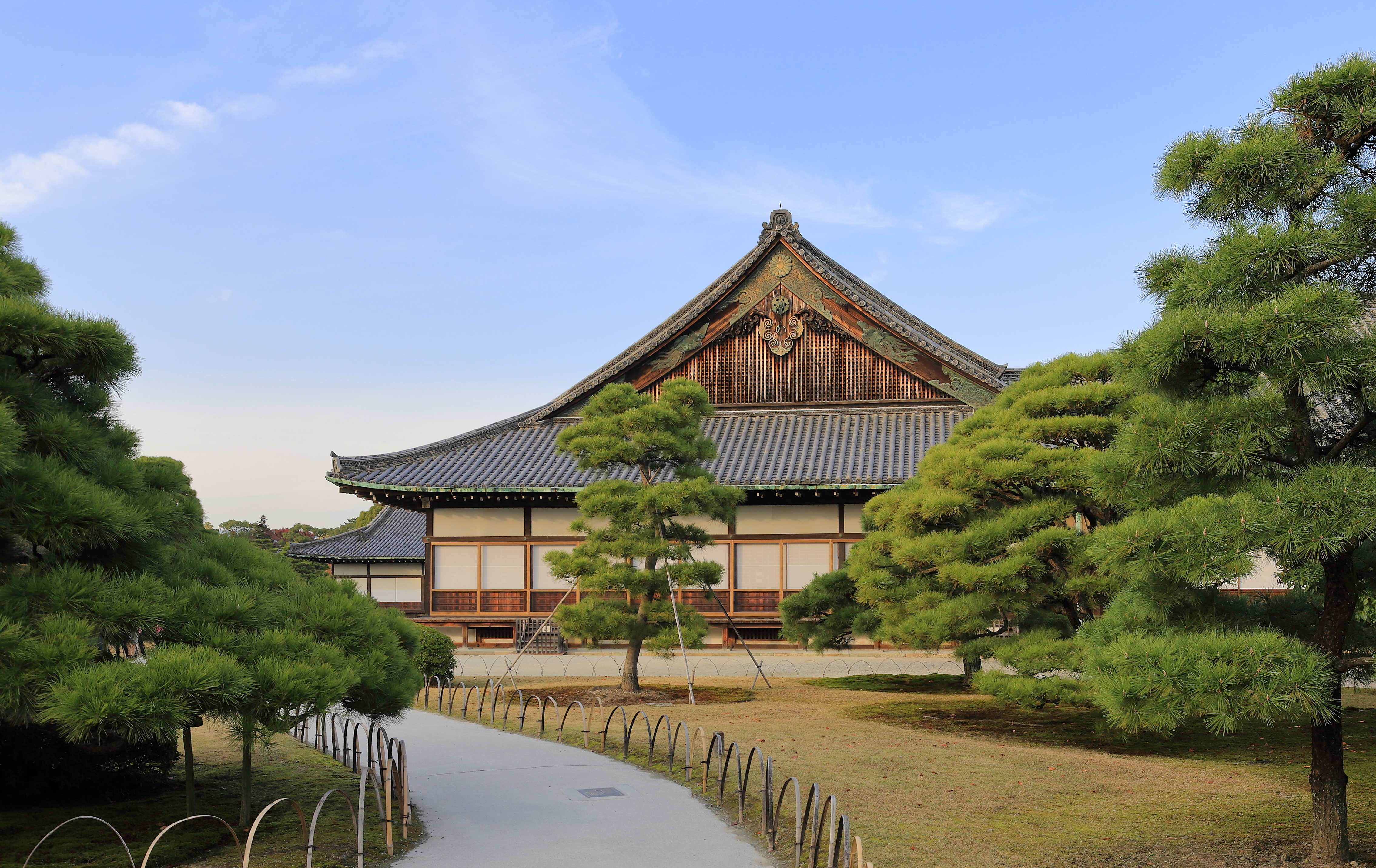
Gebäude der Ninomaru-Residenz
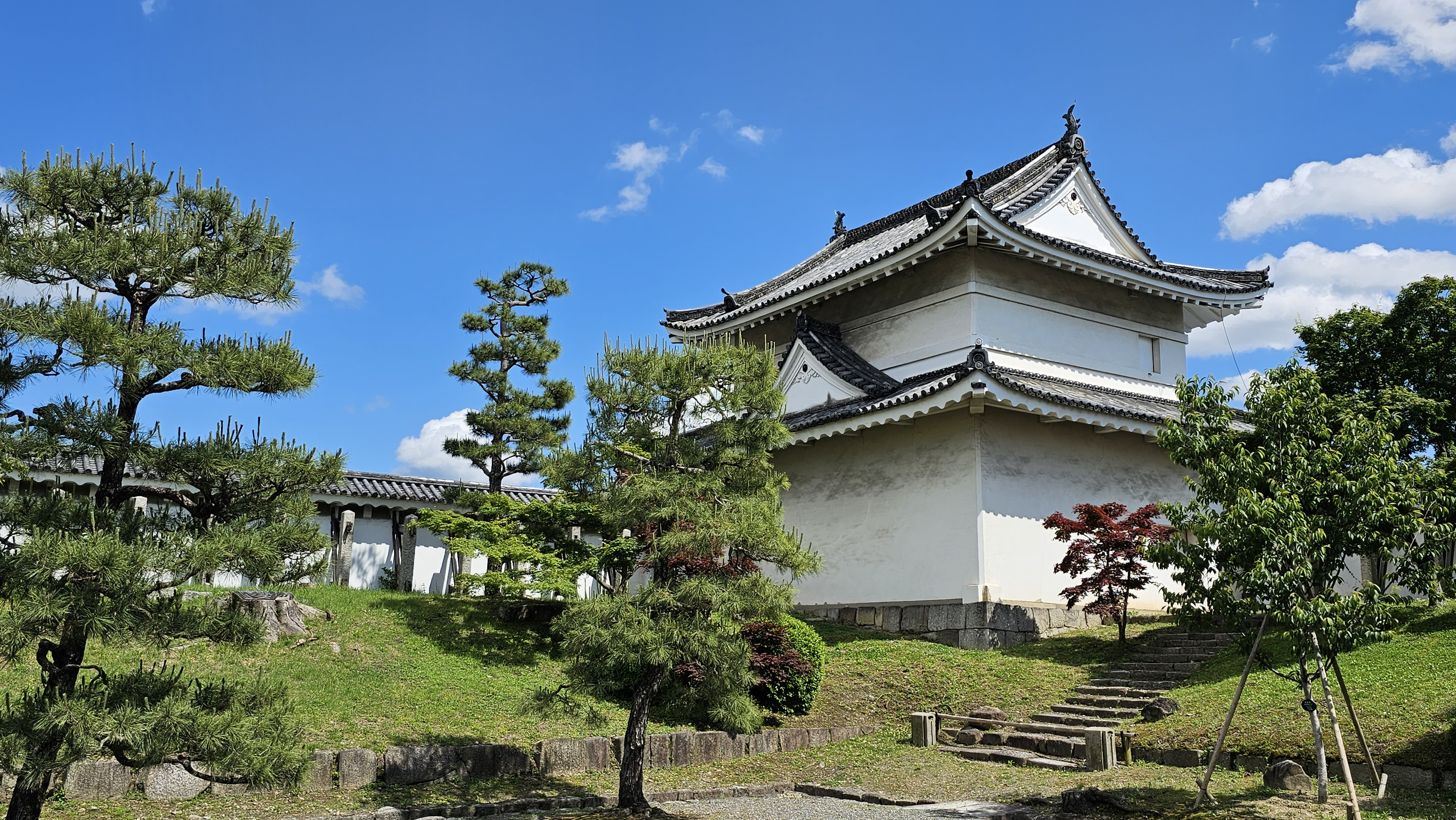
Südost-Wachturm, Tonan Sumi Yagura
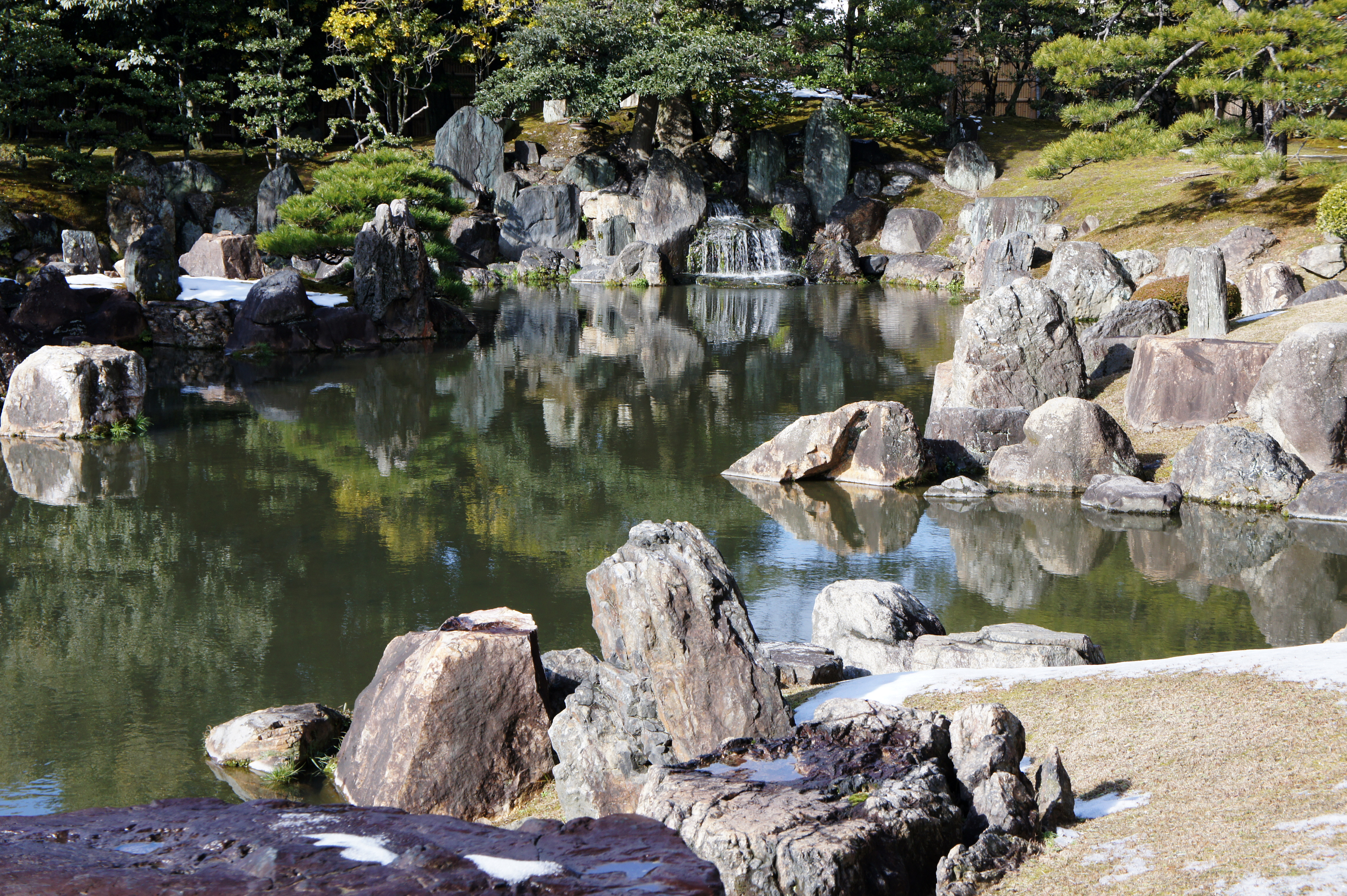
Ninomaru-Garden
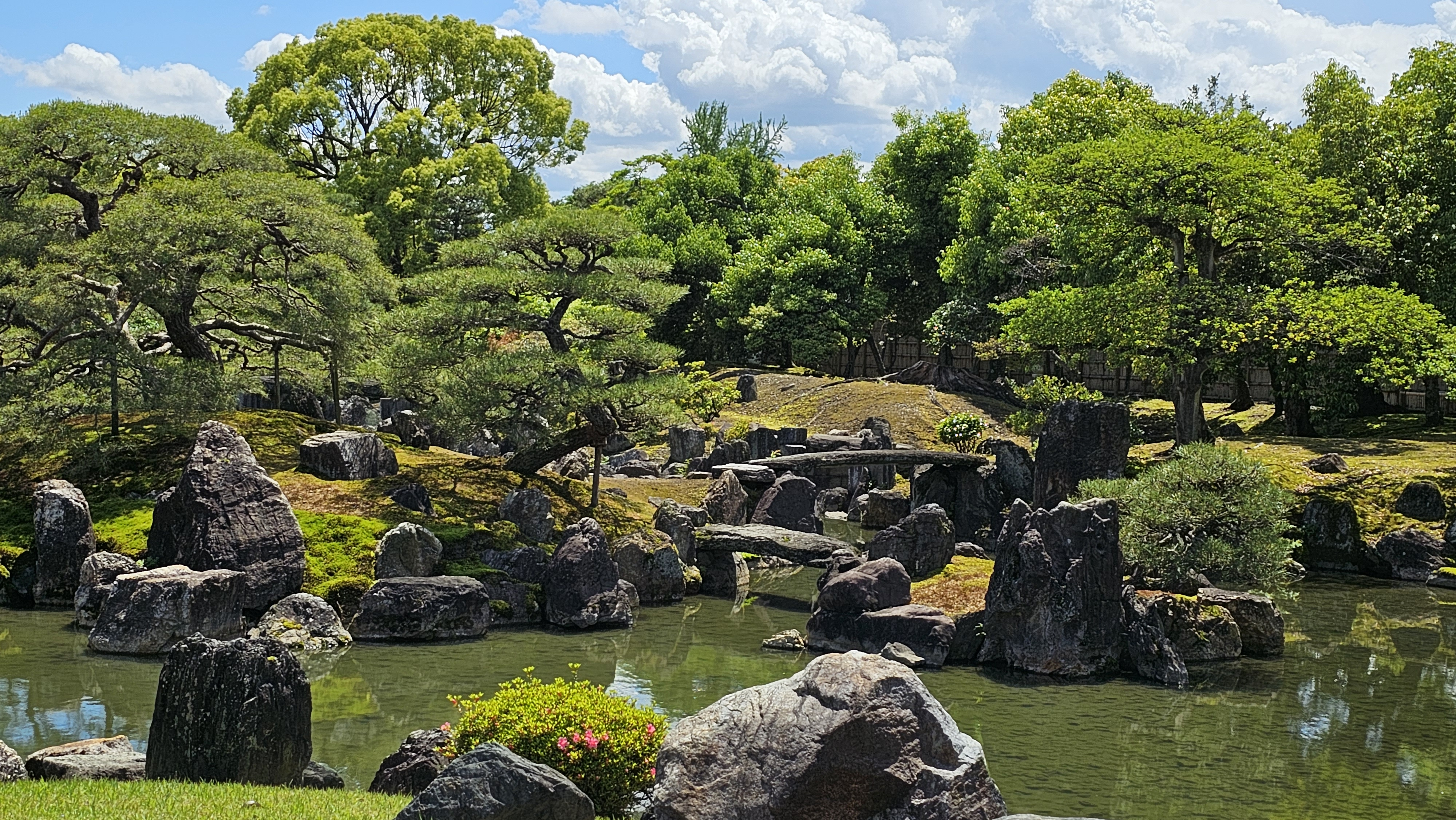
Ninomaru-Garden im Frühsommer